# Aféra Clearstream
Aféra Clearstream (v originále L'Enquête) je francouzský filmový thriller z roku 2015, který režíroval Vincent Garenq podle vlastního scénáře. Film je inspirován skutečnými událostmi v tzv. aféře Clearstream. Snímek měl světovou premiéru na filmovém festivalu v Sarlatu dne 11. listopadu 2014.

## Děj
Denis Robert skončí v novinách Libération, aby se mohl věnovat vlastnímu pátrání ohledně praní špinavých peněz v lucemburské společnosti Clearstream. Po vydání knihy Révélation$ je několika finančními institucemi zažalován pro pomluvu.

## Obsazení
| Gilles Lellouche       | Denis Robert                           |
| Charles Berling        | soudce Renaud Van Ruymbeke             |
| Florence Loiret Caille | Géraldine Robert                       |
| Laurent Capelluto      | Imad Lahoud                            |
| Éric Naggar            | Jean-Louis Gergorin                    |
| Grégoire Bonnet        | Laurent Beccaria                       |
| Laurent D'Olce         | Vincent Peillon                        |
| Gilles Arbona          | generál Rondot                         |
| Louvia Bachelier       | Marie jako dítě                        |
| Antoine Gouy           | Florian Bourges                        |
| Marc Olinger           | Ernest Backes                          |
| Hervé Falloux          | Dominique de Villepin                  |
| Germain Wagner         | André Lussi                            |
| Marie-Christine Orry   | soudní zapisovatelka                   |
| Daniel Hanssens        | advokát Clearstream                    |
| Thomas Séraphine       | Arnaud Montebourg                      |
| Marc Bodnar            | Thierry Imbot                          |
| Johann Dionnet         | Dan, novinář z deníku Libération       |
| Sarah Suco             | asistentka v nakladatelství Les Arènes |
| Francis Leplay         | advokát Denise Roberta a Les Arènes    |

## Ocenění
- César: nominace v kategorii nejlepší adaptace (Vincent Garenq a Stéphane Cabel)